# Desfiladeiro submarino

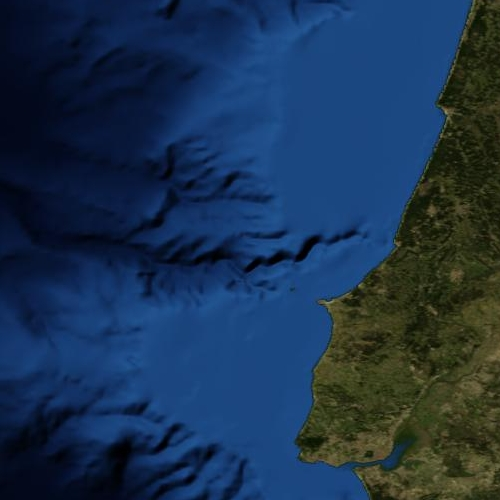
Canhão da Nazaré, no litoral centro de Portugal (ao centro na fotografia)

Um desfiladeiro submarino (português europeu) ou cânion submarino (português brasileiro), ou ainda canhão submarino, é um vale alcantilado localizado no fundo oceânico de um talude continental. Muitos desfiladeiros submarinos são prolongamentos de grandes rios; contudo, existem alguns que não possuem tal associação. São conhecidos exemplos situados a profundidades maiores do que 2 km abaixo do nível do mar, formados por atividade vulcânica ou sísmica. Muitos desfiladeiros submarinos prolongam-se na forma de vales submarinos que cortam o sopé continental, podendo atingir centenas de quilómetros de extensão.
São mais comuns nos taludes mais inclinados. Exibem erosão que corta todos os substratos, desde os sedimentos não consolidados até à rocha cristalina.

## Origem e formação

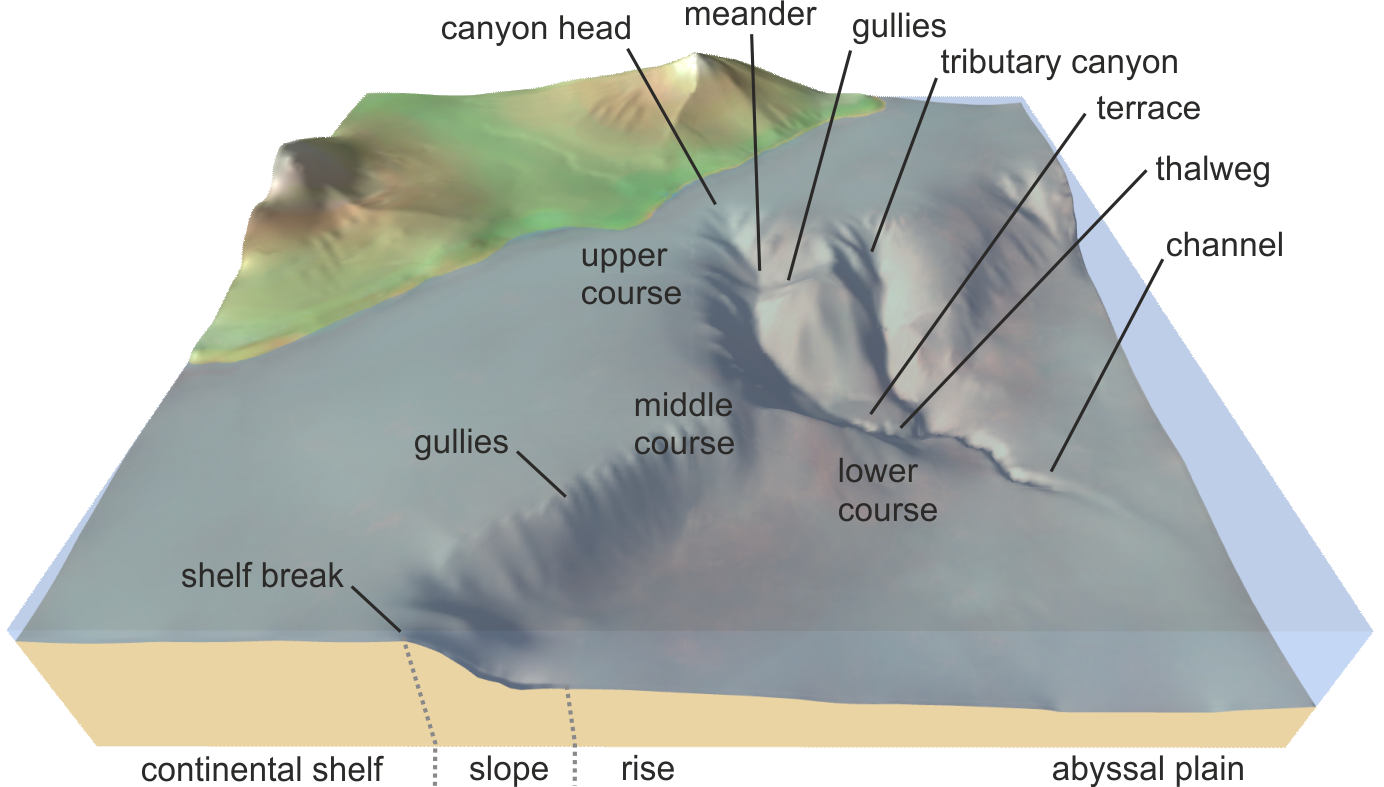
Cânion submarino e seus principais componentes

Durante muito tempo a origem dos cânions submarinos foi debatida, com a criação de diversas teorias sobre. Uma das teorias, com alguns fundamentos aceitos e usados até hoje foi proposta em 1936 por Reginald Aldworth Daly, um geólogo canadense. Em sua pesquisa, Daly associou a formação dos cânions com a regressão marinha que ocorreu no Pleistoceno, que auxiliou na remobilização dos materiais e sedimentos do local pela ação de ondas e marés . Continuando sua teoria, Daly afirmou que esse material em suspensão era responsável pela formação de correntes de turbidez, que transportavam material pelas encostas continentais até o assoalho oceânico. À medida que as correntes vão descendo pelas encostas, vão incorporando material, aumentando assim sua densidade, podendo assim escavar caminhos, formando os cânions submarinos. Daly observou também que algumas plataformas continentais localizadas nas mediações das isóbatas de 100 metros possuem depressões rasas que foram formadas por processos de erosão fluvial. Porém, também há a formação de cânions desse tipo em maiores profundidades, podendo se localizar a 5000 metros abaixo do nível do mar. Estudos mostraram que as correntes de turbidez podem estar relacionadas com outros fatores como terremotos, podendo atingir velocidades de 40 até 55 km/h, sendo responsáveis pela quebra de cabos submarinos. Com o passar do tempo, estudos foram feitos afim de determinar um possível padrão na formação e evolução de cânions submarinos. Com os resultados, os cânions foram classificados em dois tipos. As duas principais denominações para os cânions foram a de cânions jovens e cânions maduros, diferindo na largura, tipo de parede e na ligação do cânion com a plataforma continental. Outra diferença apresenta-se na profundidade, onde os cânions jovens são bastante rasos, enquanto os cânions maduros ligam-se com a plataforma e se estendem em grandes profundidades em formato de calha.

## Importância
Como alguns cânions possuem conexão da plataforma continental com o oceano profundo, eles acabam se tornando uma forma de conduíte de grandes quantidades de sedimentos para a zona abissal. Assim como o sedimento, os cânions submarinos podem agir como catalisadores no processo de transporte de matéria orgânica pra o oceano profundo . Além disso, processos oceanográficos fazem com que as águas dos cânions sejam misturadas mais rapidamente, possibilitando também ressurgências . Estudos mostram que a taxa de mistura das águas em um cânion submarino pode ser até 1000 vezes maior do que as taxas do oceano aberto. No caso de ressurgências, essa água muito bem misturada acarreta em um aumento na produtividade oceânica, devido a sua grande quantidade de nutrientes, suprindo assim os diferentes níveis tróficos da cadeia alimentar local. Os cânions submarinos tem sido associados com hotspots de produtividade faunal no oceano profundo, visto que as diferentes feições de um cânion suportam animais com características e nichos ecológicos bem variados . As altas taxas de transporte de sedimento para o oceano profundo podem favorecer principalmente animais com nutrição detritívora e animais com capacidade de conversão da matéria orgânica . Os cânions também podem influenciar na distribuição em profundidade dos animais nas suas diferentes fases da vida durante o desenvolvimento. Com o transporte de matéria orgânica e nutrientes, os cânions podem prover condições ecológicas favoráveis para animais sésseis filtradores. Estudos relacionam os cânions submarinos e os serviços ecossistêmicos providos por eles. Esses serviços podem ser divididos em 4 tipos : Serviços de provisão, que são os serviços que retornam algo para o ser humano diretamente daquele ecossistema (e.g. minerais, pesca e etc.), serviços de suporte, que são os benefícios que o ecossistema traz, dando suporte à outros serviços ou ecossistemas, serviços de regulação, que são os benefícios que o ecossistema oferece na regulação de habitats e ecossistemas associados, e os serviços culturais, que podem ser obtidos em forma de educação sobre aquele ecossistema . Porém, os cânions submarinos estão sendo impactados em diferentes formas por atividades antropogênicas. As cinco principais atividades que podem prejudicar o ecossistema são: sobrepesca, exploração de petróleo e gás, poluição, acidificação oceânica e efeitos relacionados com as mudanças climáticas.

## Exemplos
- Cânion da Amazônia, estendendo-se ao longo do rio amazonas
- Cânion de Bering, o maior cânion submarino do mundo, localizado no mar de Bering.
- Cânion do Congo, sendo o maior cânion com extensão fluvial do mundo, localizado no fim do rio congo.
- Cânion de Nazaré, popularmente conhecido como o canhão de Nazaré. Esse é o maior cânion da Europa, e sua topografia junto com a dinâmica oceanográfica local proporcionam um palco para as maiores ondas do mundo, chegando em pouco mais de 30 metros[15].A tabela abaixo mostra o levantamento feito de alguns cânions nos oceanos do globo. A tabela foi adaptada de[16]

| Oceano                   | área dos cânions (KM2) | Média da área dos cânions (KM2) | Número de cânions |
| ártico                   | 359.650,00             | 890,00                          | 404               |
| índico                   | 760.420,00             | 480,00                          | 1.590             |
| Mar mediterrâneo e negro | 163.040,00             | 200,00                          | 817               |
| Atlântico norte          | 738.430,00             | 480,00                          | 1.548             |
| Pacífico norte           | 816.580,00             | 390,00                          | 2.085             |
| atlântico sul            | 291.290,00             | 640,00                          | 453               |
| pacífico sul             | 694.790,00             | 350,00                          | 2.009             |
| oceano austral           | 569.440,00             | 1.000,00                        | 571               |
| todos os oceanos         | 4.393.650,00           | 460,00                          | 9.447             |